# Paroy-sur-Tholon
Paroy-sur-Tholon és un municipi francès, situat al departament del Yonne i a la regió de Borgonya - Franc Comtat. L'any 2007 tenia 314 habitants.

## Demografia

### Població
El 2007 la població de fet de Paroy-sur-Tholon era de 314 persones. Hi havia 140 famílies, de les quals 44 eren unipersonals (16 homes vivint sols i 28 dones vivint soles), 40 parelles sense fills, 44 parelles amb fills i 12 famílies monoparentals amb fills.
La població ha evolucionat segons el següent gràfic:
Habitants censats

### Habitatges
El 2007 hi havia 161 habitatges, 137 eren l'habitatge principal de la família, 18 eren segones residències i 6 estaven desocupats. 146 eren cases i 13 eren apartaments. Dels 137 habitatges principals, 110 estaven ocupats pels seus propietaris, 20 estaven llogats i ocupats pels llogaters i 7 estaven cedits a títol gratuït; 8 tenien una cambra, 4 en tenien dues, 26 en tenien tres, 44 en tenien quatre i 55 en tenien cinc o més. 100 habitatges disposaven pel capbaix d'una plaça de pàrquing. A 61 habitatges hi havia un automòbil i a 64 n'hi havia dos o més.

### Piràmide de població
La piràmide de població per edats i sexe el 2009 era:
| Homes | Edats   | Dones |
| ----- | ------- | ----- |
| 0     | 95 o +  | 0     |
| 0     | 90 a 94 | 4     |
| 4     | 85 a 89 | 0     |
| 4     | 80 a 84 | 0     |
| 4     | 75 a 79 | 8     |
| 12    | 70 a 74 | 20    |
| 4     | 65 a 69 | 12    |
| 4     | 60 a 64 | 0     |
| 8     | 55 a 59 | 0     |
| 4     | 50 a 54 | 4     |
| 12    | 45 a 49 | 24    |
| 20    | 40 a 44 | 0     |
| 8     | 35 a 39 | 4     |
| 20    | 30 a 34 | 16    |
| 12    | 25 a 29 | 4     |
| 8     | 20 a 24 | 4     |
| 12    | 15 a 19 | 8     |
| 4     | 10 a 14 | 12    |
| 0     | 5 a 9   | 12    |
| 12    | 0 a 4   | 4     |

## Economia
El 2007 la població en edat de treballar era de 201 persones, 141 eren actives i 60 eren inactives. De les 141 persones actives 132 estaven ocupades (74 homes i 58 dones) i 9 estaven aturades (6 homes i 3 dones). De les 60 persones inactives 26 estaven jubilades, 12 estaven estudiant i 22 estaven classificades com a «altres inactius».

### Ingressos
El 2009 a Paroy-sur-Tholon hi havia 131 unitats fiscals que integraven 312,5 persones, la mediana anual d'ingressos fiscals per persona era de 17.455 €.

### Activitats econòmiques
Dels 8 establiments que hi havia el 2007, 2 eren d'empreses de fabricació d'altres productes industrials, 2 d'empreses de construcció, 1 d'una empresa de transport, 1 d'una empresa d'hostatgeria i restauració i 2 d'empreses de serveis.
Dels 5 establiments de servei als particulars que hi havia el 2009, 2 eren tallers de reparació d'automòbils i de material agrícola, 1 paleta, 1 lampisteria i 1 restaurant.
L'any 2000 a Paroy-sur-Tholon hi havia 7 explotacions agrícoles que ocupaven un total de 460 hectàrees.

## Equipaments sanitaris i escolars
El 2009 hi havia una escola elemental integrada dins d'un grup escolar amb les comunes properes formant una escola dispersa.

## Poblacions més properes
El següent diagrama mostra les poblacions més properes.